# Skeleton Lake, Ontario
Skeleton Lake är en sjö i Kanada.   Den ligger i District Municipality of Muskoka och provinsen Ontario, i den sydöstra delen av landet, 290 km väster om huvudstaden Ottawa. Skeleton Lake ligger 280 meter över havet. Arean är 18,8 kvadratkilometer. Den sträcker sig 5,6 kilometer i nord-sydlig riktning, och 6,5 kilometer i öst-västlig riktning.